# Goujounac
Goujounac é uma comuna francesa na região administrativa de Occitânia, no departamento de Lot. Estende-se por uma área de 10,38 km². Em 2010 a comuna tinha 230 habitantes (densidade: 22,2 hab./km²).